# Tászosz Mitrópulosz
Tászosz Mitrópulosz (Vólosz, 1957. augusztus 23. –) görög válogatott labdarúgó.

## Sikerei, díjai
- PAE Olimbiakósz SZFP:
  - Görög labdarúgó-bajnokság : 1982, 1983, 1987, 1998
  - Görög labdarúgókupa : 1990, 1992

- AÉK:
  - Görög labdarúgó-bajnokság : 1993, 1994

- PAE Panathinaikósz AÓ:
  - Görög labdarúgó-bajnokság : 1995
  - Görög labdarúgókupa : 1995
  - Görög labdarúgó-szuperkupa: 1994

## Fordítás
- Ez a szócikk részben vagy egészben  a   Tasos Mitropoulos című angol Wikipédia-szócikk fordításán alapul.  Az eredeti cikk szerkesztőit annak laptörténete sorolja fel. Ez a jelzés csupán a megfogalmazás eredetét és a szerzői jogokat jelzi, nem szolgál a cikkben szereplő információk forrásmegjelöléseként.